# Kunstverlagsanstalt Bruno Hansmann
Die Kunstverlagsanstalt Bruno Hansmann, auch Kunstverlag Bruno Hansmann genannt, war ein ab etwa 1900 in Kassel ansässiger Kunstverlag. Er ist bis heute für seine historischen Fotobücher und Ansichtskarten bekannt.

## Geschichte
Über Bruno Hansmann ist nichts bekannt. Früheste Fotografien aus seiner Kunstverlagsanstalt sind auf Anfang 1900 datiert.
In Kassel fand 1913 ein Festzug zur Tausendjahrfeier der Stadt statt, deren wichtigstes Dokumentationsmedium die Fotografie bildete. Mehrere Berufsfotografen fertigten Serien an, die in dekorativen Einbänden verkauft wurden. Laut dem Kunsthistoriker Stefan Schweizer dokumentierte das Album der Kunstbuchverlagsanstalt Bruno Hansmann am umfangreichsten das Festgeschehen. In 30 Fotografien war der Zug an unterschiedlichen Standorten aufgenommen worden, wobei das Publikum mit einbezogen war.
Ab Anfang der 1920er Jahre vervielfältigte der Verlag Fotografien als monochrome Ansichtskarten im Lichtdruck.
Bis in die 1930er Jahre gab der Verlag zahlreiche monografische Bilderserien und Kalender teils als Kupfertiefdrucke auf Büttenpapier zu einzelnen Städten, Landschaften, Gebäuden und touristischen Zielen heraus. Auch dokumentierte er Brauchtum wie in der Postkartenserie Schwalmer, hessische Trachten, die heute digitalisiert in Bibliotheken und Online-Sammlungen von Museen zugänglich sind.
Aus der Zeit des Zweiten Weltkrieges findet sich im Museum Europäischer Kulturen der Staatlichen Museen zu Berlin die von Bruno Hansmann verlegte und „Die deutsche Wehrmacht. Flakartillerie schützt den Vormarsch in Feindesland“ untertitelte Postkarte mit der Serien-Nummer 653/37 und dem Zusatz „Fot. PK-Kudicke-Weltbild Fr. OKW.“

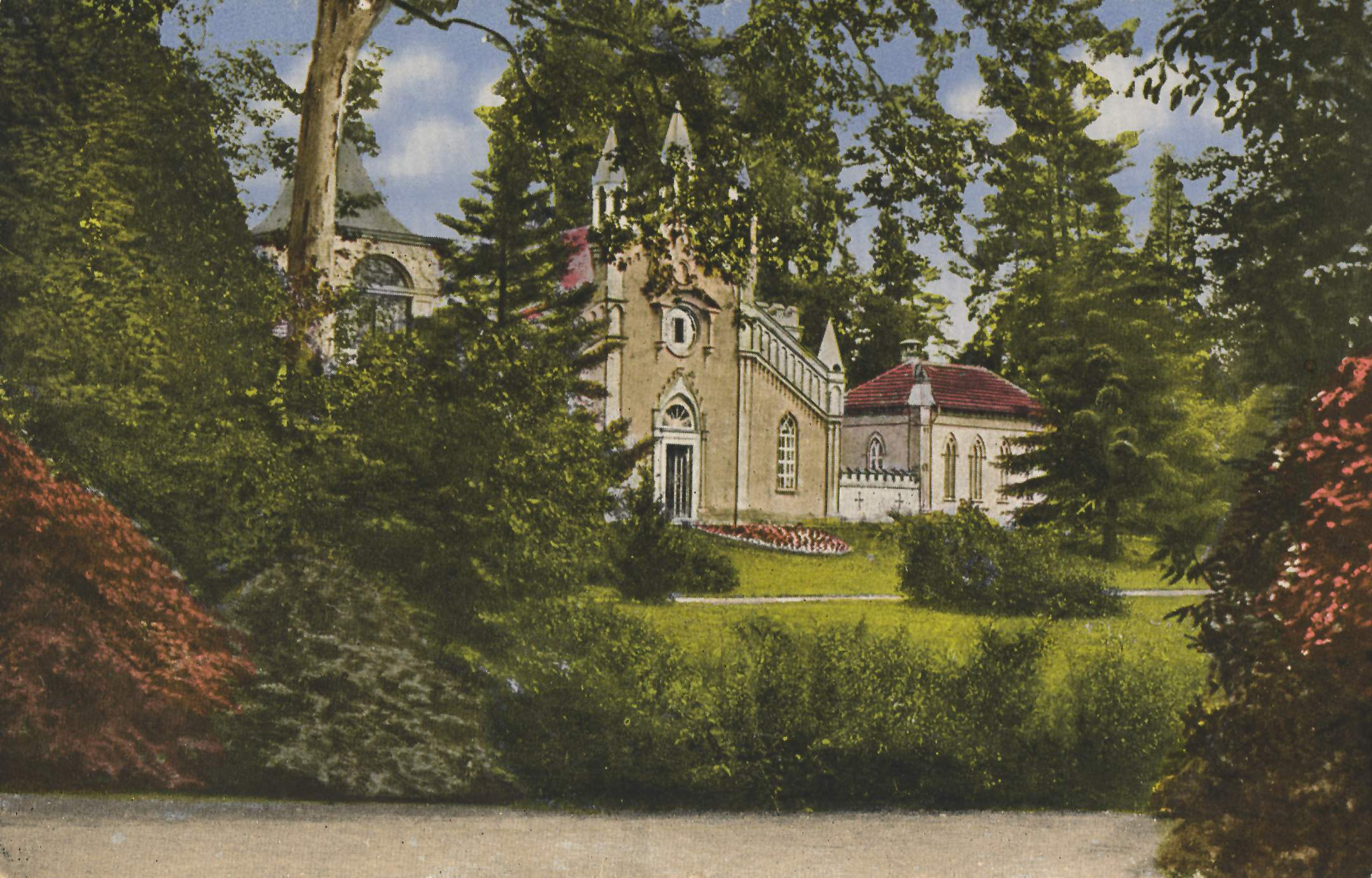
„Das gotische Haus (Wasserseite)“ im Wörlitzer Park; Ansichtskarte um 1900
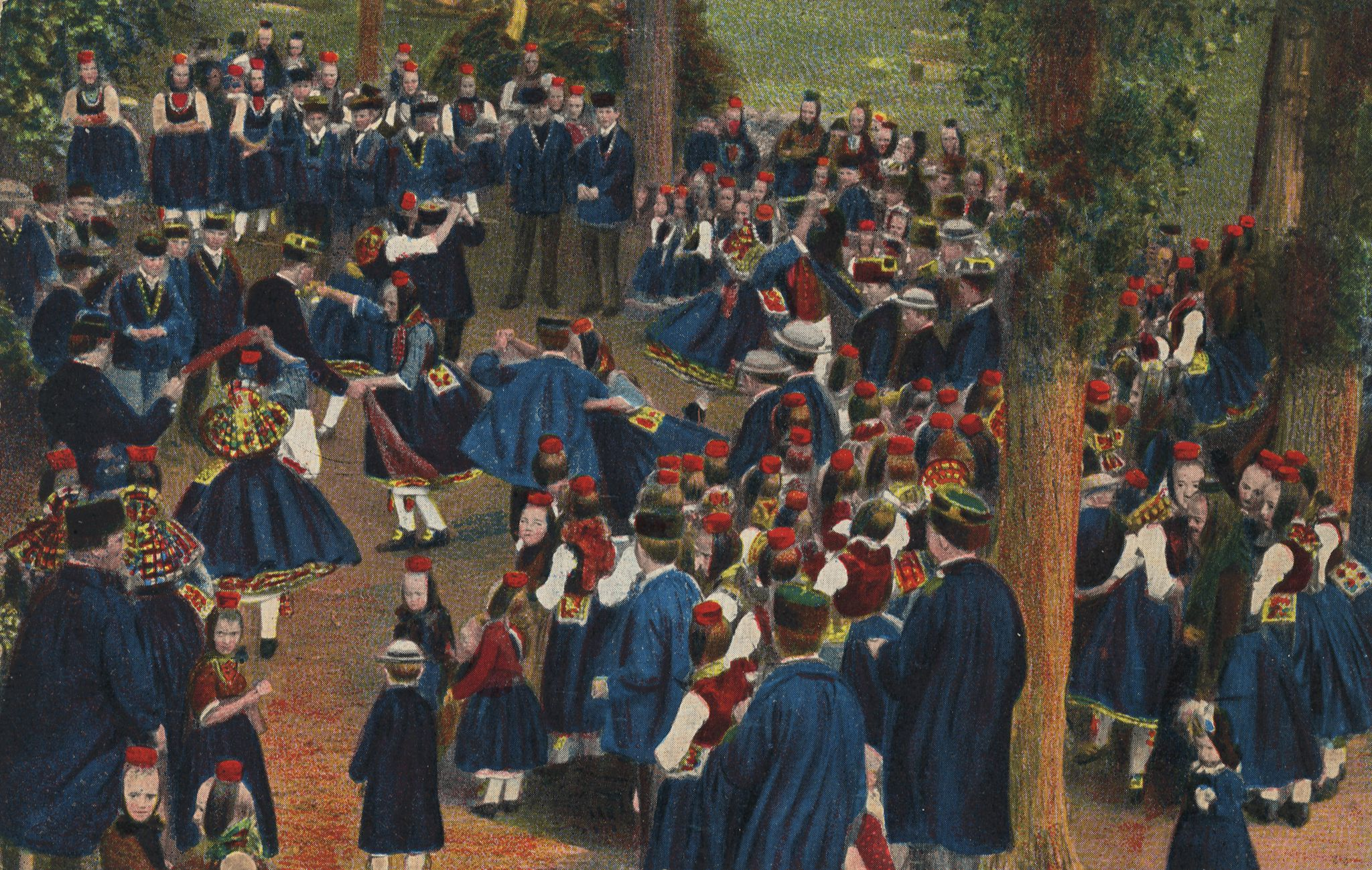
Bildpostkarte „Schwälmer Tanz“; punktgerasteter Mehrfarbdruck; zeno.org
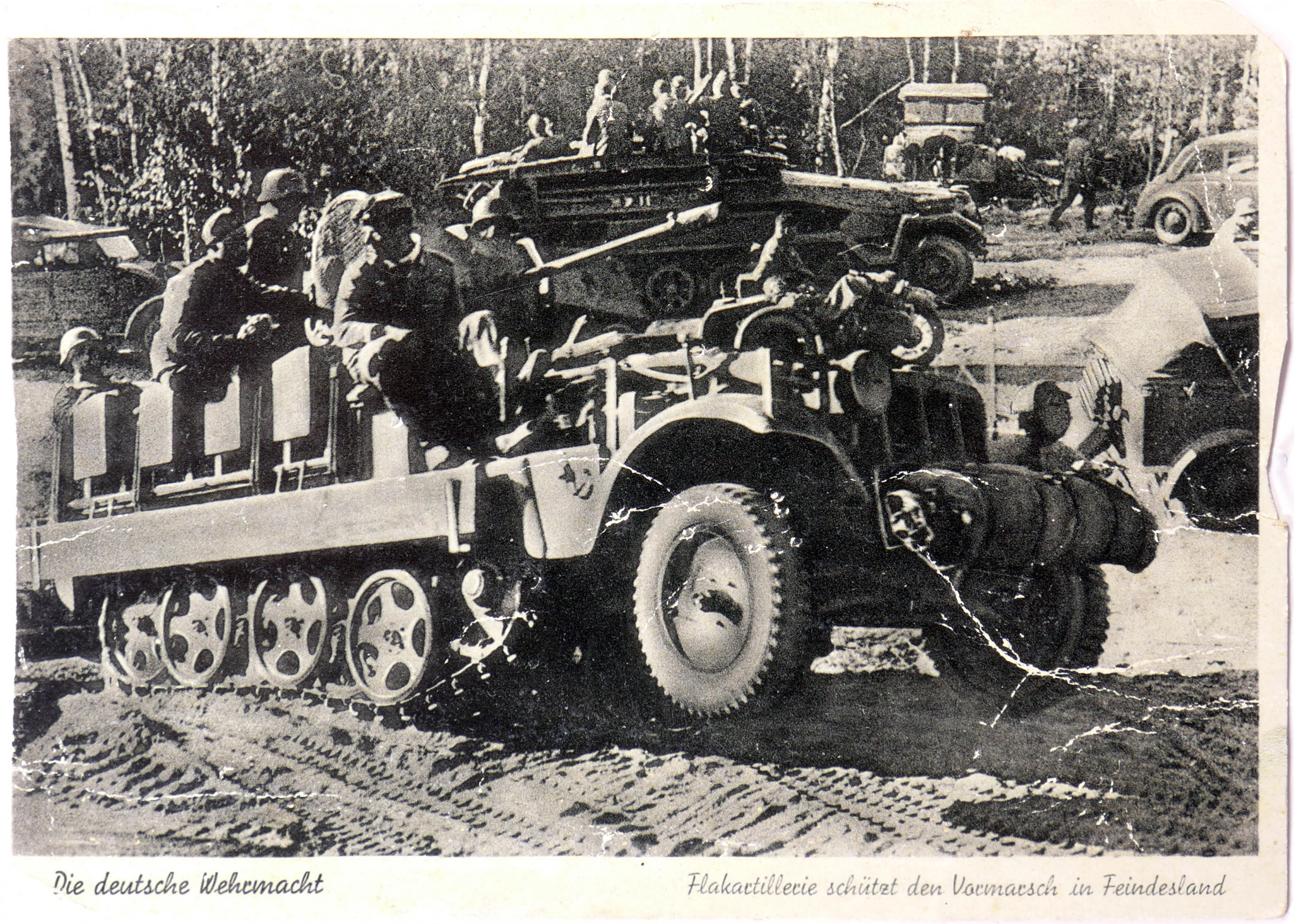
„Die deutsche Wehrmacht. Flakartillerie schützt den Vormarsch in Feindesland“; Propaganda-Postkarte mit der Seriennummer 653/37, „Fot. PK-Kudicke-Weltbild Fr. OKW“; Museum Europäischer Kulturen